# Диосмийсамарий
Диосмийсамарий — бинарное неорганическое соединение, интерметаллид
осмия и самария
с формулой SmOs2,
кристаллы.

## Получение
- Сплавление стехиометрических количеств чистых веществ:

{\displaystyle {\mathsf {2\,Os+Sm\ {\xrightarrow {T}}\ SmOs_{2}}}}

## Физические свойства
Диосмийсамарий образует кристаллы
гексагональной сингонии,
пространственная группа P 63/mmc,
параметры ячейки a = 0,5336 нм, c = 0,8879 нм, Z = 4,
структура типа дицинкмагния MgZn2  (фаза Лавеса)
.